# Olen
Olen è un comune belga di 11 467 abitanti nelle Fiandre (Provincia di Anversa).